# Century (relojes)
La empresa relojera suiza Century Time Gems Ltd fue fundada el 5 de enero de 1966 por Hans-Ulrich Klingenberg, el primer día tras la abolición del "Statut horloger", que había prohibido la entrada de nuevos miembros en la industria relojera helvética durante casi 40 años.

## Vacuum Chronometer Corporation
La firma se llamó inicialmente Vacuum Chronometer Corp., dado que fabricaba relojes de vacío (vendidos bajo varias marcas comerciales) de su propia invención. Siendo el aire el vector de la humedad y de todas las impurezas, así como de las diferencias de temperatura que perjudican la precisión de los movimientos automáticos, Klingenberg había ideado una caja de reloj, en la que se podía crear y mantener un vacío del 80 %. Sin embargo, según el director de marketing internacional de relojes de la marca de lujo Cartier, Thierry Lamouroux, la eficiencia de un reloj no mejora hasta que se elimina el 99 % del aire de la caja.
Klingenberg, que prosiguió con su visión de un reloj perfeccionado, pronto comenzó a fabricar este tipo de cajas en carburo de boro, y luego en zafiro (corindón).

## El reloj Century
Con el avance de los movimientos de cuarzo, los relojes automáticos de vacío perdieron mucha demanda. Pero, al ser menos voluminosos, los movimientos de cuarzo ofrecieron a Klingenberg la oportunidad de hacer realidad su reloj perfecto finalmente, creando una caja monolítica de zafiro con facetas de diamante, aplicando otra de sus patentes.
La empresa, que antes estaba ubicada en Biena, ahora está establecida en la cercana Nidau, todavía permanece en manos de la familia del fundador del negocio, dirigida por uno de sus hijos.
La empresa es miembro de pleno derecho de la Fédération de l'industrie horlogère suisse.